# زوي كالدويل
زوي كالدويل (بالإنجليزية: Zoe Caldwell)‏ هي ممثلة أسترالية، ولدت في 14 سبتمبر 1933 في ملبورن في أستراليا. من الجوائز التي نالتها جائزة المسرح العالمي سنة 1966.

## أعمال

### أفلام
- (2002) ليلو وستيتش[11][12][13]
- (2006) ليروي وستيتش
- (2011) صاخب لأقصى حد وقريب قرب لا يصدق[14]

## جوائز
- جائزة المسرح العالمي (1966)
- جائزة توني لأفضل ممثلة مسرحية [الإنجليزية]‏ (1968)
- جائزة توني لأفضل ممثلة مسرحية [الإنجليزية]‏ (1982)
- جائزة توني لأفضل ممثلة مسرحية [الإنجليزية]‏ (1996)
- جائزة توني لأفضل ممثلة بارزة في مسرحية [الإنجليزية]‏ (1966)

## وصلات خارجية
- زوي كالدويل على موقع IMDb (الإنجليزية)
- زوي كالدويل على موقع قاعدة بيانات برودواي على الإنترنت (الإنجليزية)
- زوي كالدويل على موقع إن إن دي بي (الإنجليزية)
- زوي كالدويل على موقع ديسكوغز (الإنجليزية)
- زوي كالدويل على موقع قاعدة بيانات الفيلم (الإنجليزية)